# Adolf Ulrik Wertmüller
Adolf Ulrik Wertmüller (Stoccolma, 18 febbraio 1751 – Claymont, 5 ottobre 1811) è stato un pittore svedese.
Wertmüller nacque a Stoccolma e vi studiò arte prima di trasferirsi a Parigi nel 1772 per studiare sotto la guida di suo cugino Alexander Roslin e del pittore francese Joseph-Marie Vien. Il 30 luglio 1784 Wertmüller fu eletto all'Accademia reale di pittura e scultura.
Nel 1785 il re Gustavo III di Svezia commissionò a Wertmüller un ritratto di Maria Antonietta, regina di Francia, raffigurata nei giardini del Petit Trianon insieme ai figli. Il ritratto è ubicato nel Museo nazionale di Stoccolma. Il pittore ebbe modo di dipingere Maria Antonietta anche nel 1788, stavolta in un bezzobusto in cui la regina indossa un elegante abito da caccia alla moda. Questo dipinto si trova al castello di Versailles. Nel 1787 realizzò un dipinto mitologico raffigurante Danae, il primo quadro raffigurante un nudo femminile esibito in America.
Wertmüller emigrò negli Stati Uniti nel maggio del 1794 e continuò il suo lavoro di ritrattista: realizzò anche un ritratto di George Washington. Nel 1796 fu richiamato in Svezia per poi tornare a Filadelfia nel 1800.
Wertmüller sposò Elizabeth Henderson, nipote di uno dei primi pittori americani degni di nota, Gustavus Hesselius, l'8 gennaio 1801 e due anni dopo si ritirò in una piantagione a Claymont, nel Delaware, in cui morì all'età di sessant'anni.

## Galleria d'immagini

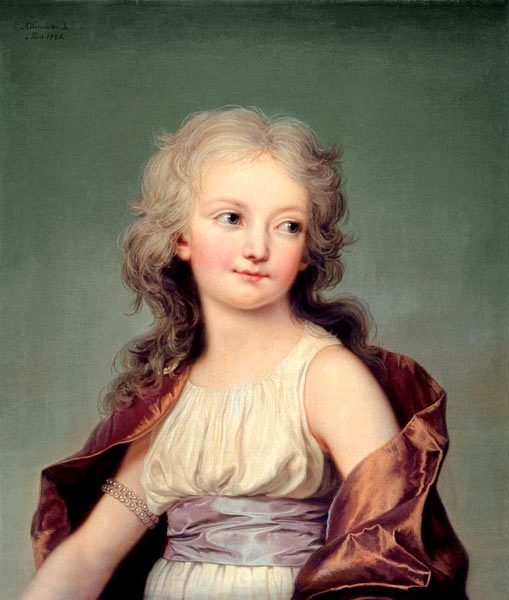
Madame Royale
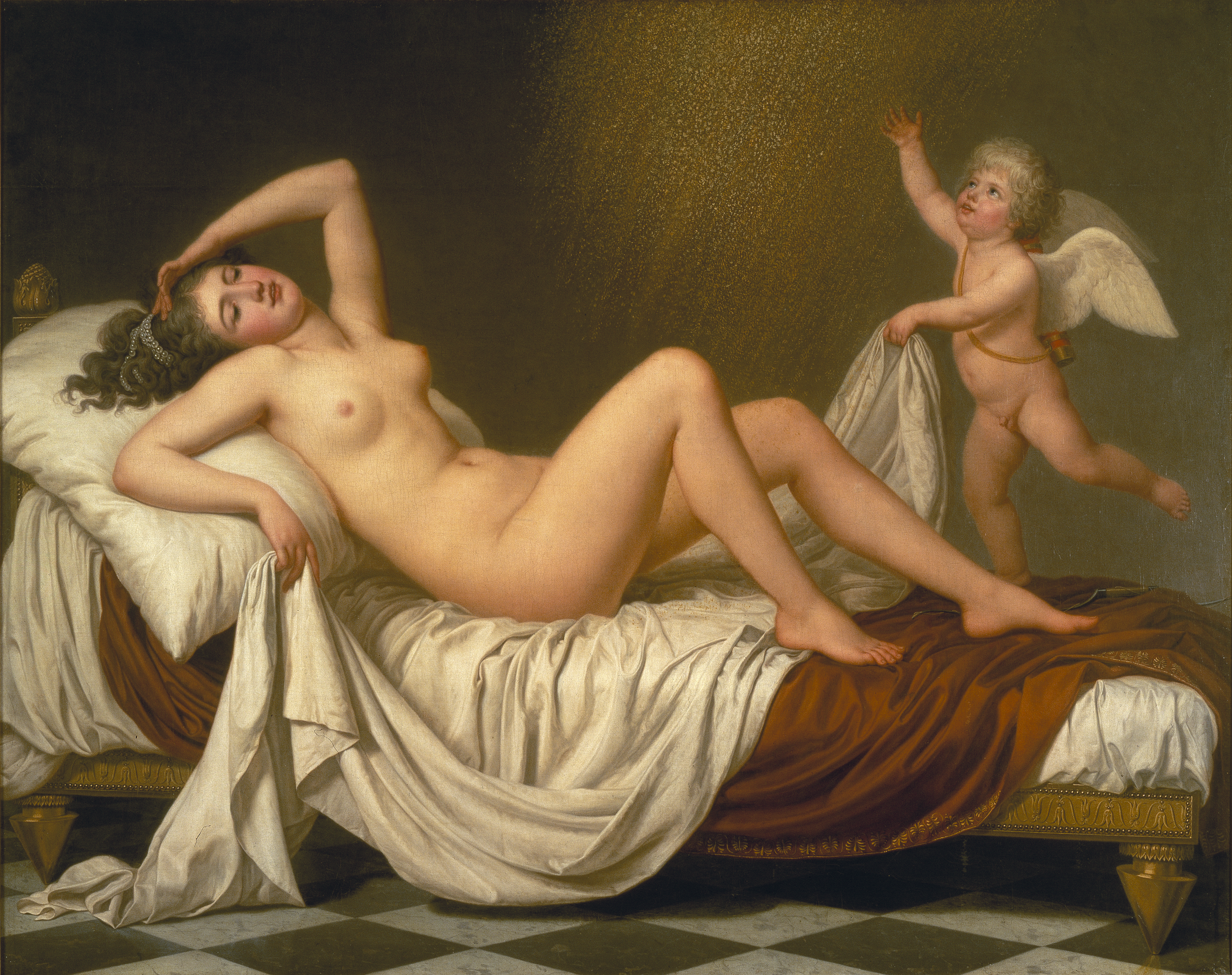
Danae
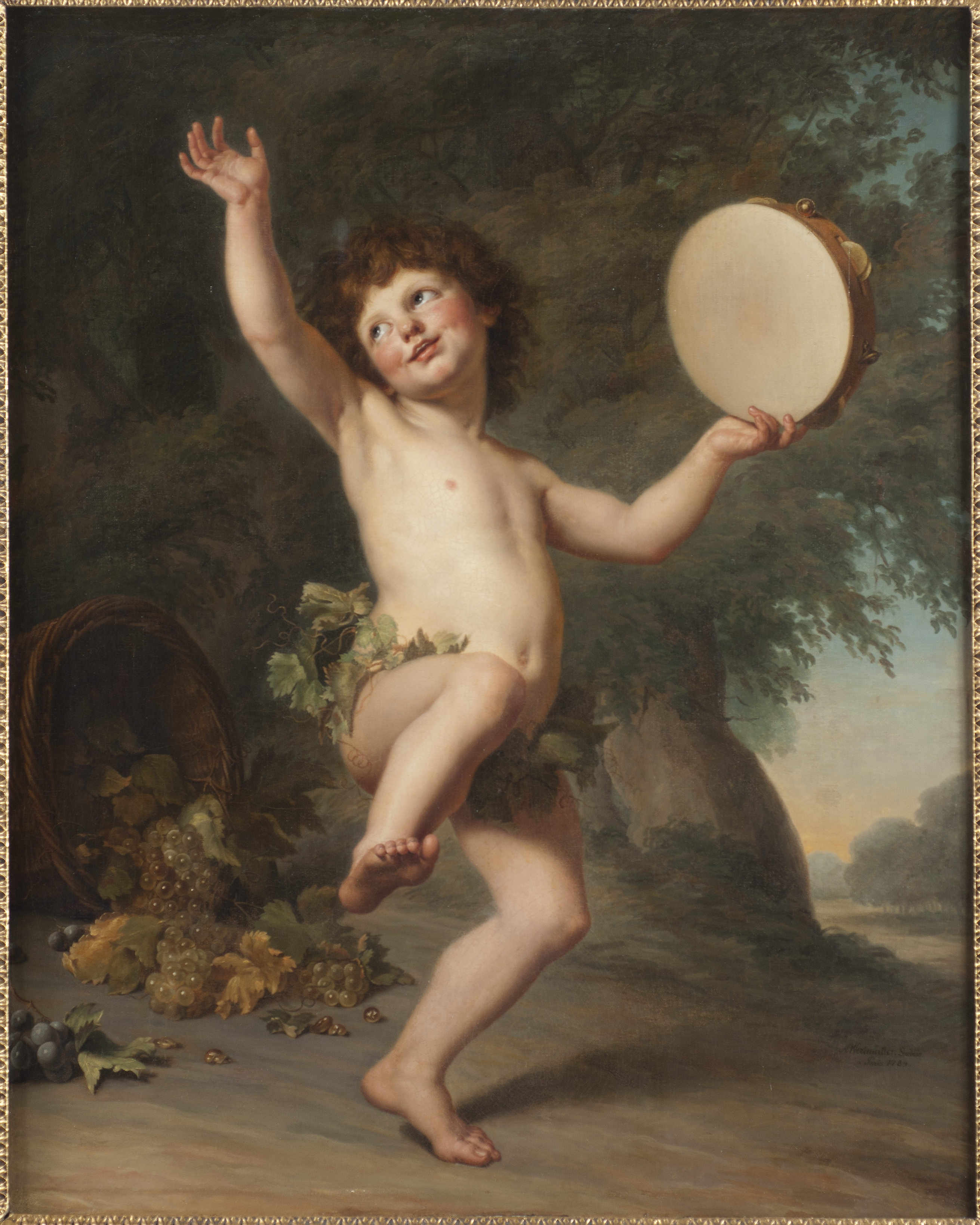
Bacco in forma di amorino
George Washington
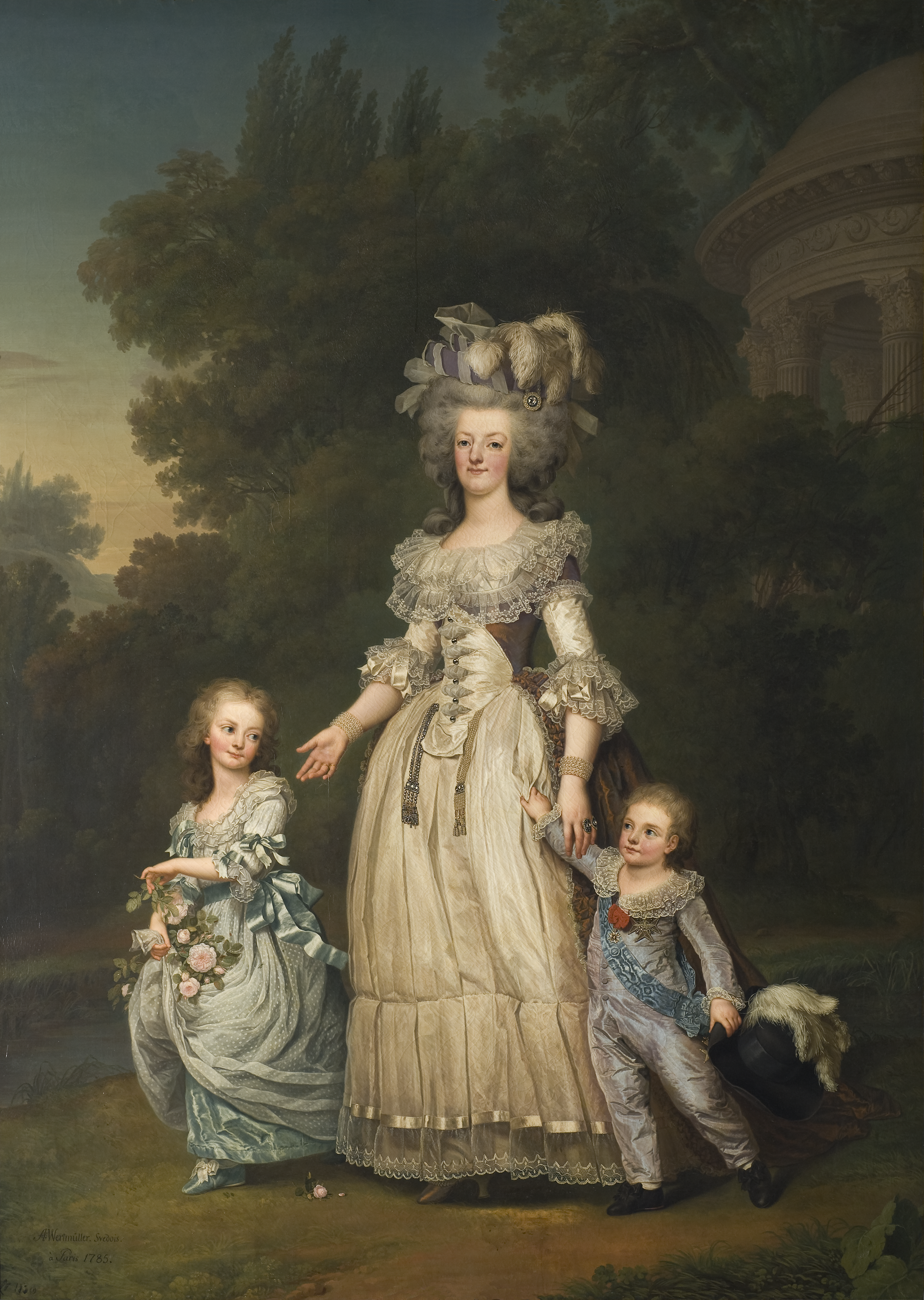
Maria Antonietta e i figli nel giardino di Versailles.
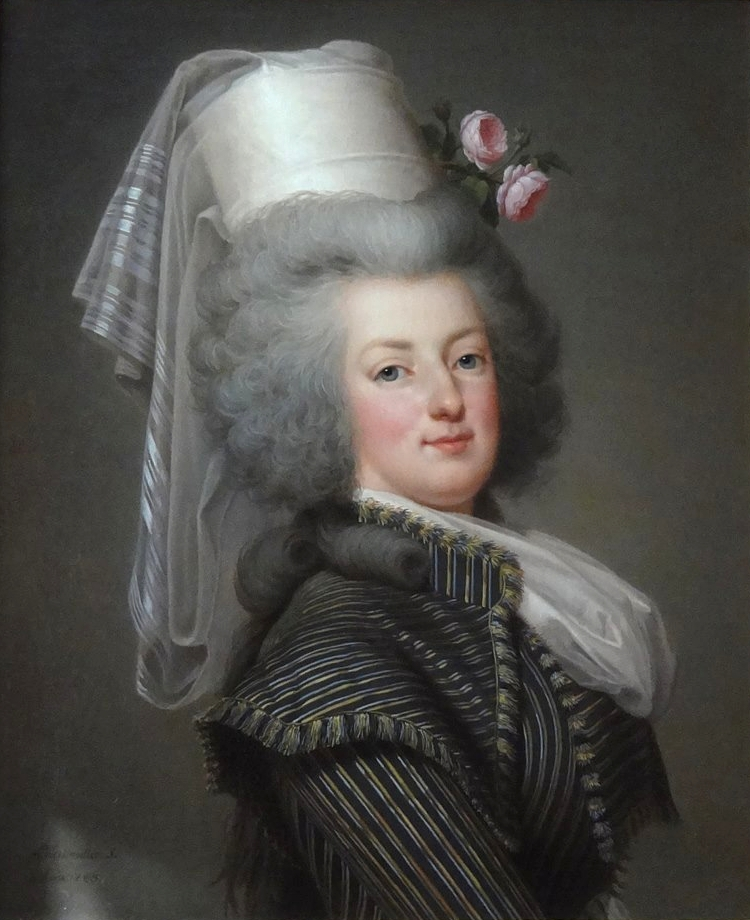
Maria Antonietta in tenuta da caccia.